# جوآن گاردنر
جوآن گاردنر (انگلیسی: Joan Gardner) یک هنرپیشه اهل انگلستان است. وی بین سال‌های ۱۹۳۲ تا ۱۹۳۸ میلادی فعالیت می‌کرد.